# マリア (小惑星)
マリア またはマリーア (170 Maria) は、小惑星帯に位置するS型小惑星の一つ。マリア族の名前の元となった。
1877年1月10日にフランスの天文学者、アンリ・ジョセフ・ペロタンにより発見された。アントニオ・アベッティにより軌道が計算され、また彼の姉妹の名前に因んで名付けられた。
1997年6月10日にカナダのマニトバ州で掩蔽が観測された。